# Cloniophorus femoralis
Cloniophorus femoralis es una especie de escarabajo longicornio del género Cloniophorus, tribu Callichromatini, subfamilia Cerambycinae. Fue descrita científicamente por Aurivillius en 1915.

## Descripción
Mide 14-22 milímetros de longitud.

## Distribución
Se distribuye por Camerún, Costa de Marfil, Ghana, Sierra Leona, Gabón y Liberia.